# Presidente interino
Presidencia interina es una expresión utilizada con diferentes alcances institucionales. Está referida a la ausencia o incapacidad para asumir el mando por parte del presidente de un país o cualquier otra institución presidencial, y a su reemplazo en el ínterin por el vicepresidente u otro funcionario. A veces el término es utilizado para referirse al reemplazo por ausencia temporaria, como es el caso de un viaje o una enfermedad que no produzca incapacidad permanente. En otros casos se utiliza para denominar la presidencia que completa el mandato, como en los casos de fallecimiento del presidente y reemplazo por el vicepresidente. En algunos países se utiliza también la expresión similar de “presidente encargado”.
En algunos casos se distingue la expresión “presidencia interina” del simple “interinato”. En esta última el  reemplazante o suplente, ejerce la presidencia pero sin ostentar el cargo de presidente. La expresión presidencia provisional se utiliza en algunos casos con significados similares y con parecida variedad de significaciones, según el país y la época.
En las instituciones presidenciales que contemplan la existencia de un vicepresidente, la función primordial de este última cargo es precisamente ejercer la presidencia interinamente en caso de ausencia o incapacidad de la persona elegida o designada para ser presidente.
Los viajes son una de las razones más habituales para los interinatos presidenciales. Antiguamente los viajes del presidente exigían una amplia transferencia del mando en el funcionario interino, que en algunos casos llegaba a ser completa hasta el retorno del presidente. Con el avance de los medios de comunicación y transporte se han encontrado mecanismos para que esa transferencia del mando no se realice o se realice limitada a algunas funciones.

### México
Es la persona en la que se deposita el ejercicio del Poder Ejecutivo de la Unión cuando falta el Presidente titular por muerte, renuncia, licencia o destitución, durante los dos primeros años de un sexenio, o cuando el Presidente electo no se presenta para asumir el cargo el 1º de diciembre o del día señalado por el Congreso de la Unión. 
Se llama Presidente interino el que nombra el propio Congreso de la Unión por falta absoluta ocurrida en los dos primeros años del período respectivo mientras se elige a la persona que deba completar el período de gobierno, así como el que designa dicho órgano legislativo o la Comisión Permanente en los casos de faltas temporales.
También cuando el presidente electo no se presenta al comenzar el período constitucional, o cuando al iniciarse el dicho período dentro del cual fue nombrado, sino que el Congreso debe convocar a elecciones extraordinarias, para que el pueblo elija al Presidente que deba terminar el Período.

### Venezuela
Durante ausencias temporales del Presidente de Venezuela las funciones presidenciales pueden ser delegadas al vicepresidente. Durante ausencias absolutas del Presidente, el vicepresidente asumirá las funciones presidenciales de manera interina hasta que un nuevo presidente pueda ser electo. Si la ausencia presidencial ocurre dentro de los primeros 4 años del período presidencial el vicepresidente asumirá la presidencia interinamente por no más de 30 días hasta que nuevas elecciones sean invocadas para elegir al nuevo presidente que terminará el período original. Si la ausencia ocurre durante los últimos 2 años del período entonces el vicepresidente asumirá la presidencia interinamente hasta el final del período presidencial original de seis años, momento en el cual se llevan a cabo elecciones ordinarias. Si un Presidente electo no puede tomar posesión el Presidente de la Asamblea Nacional asumirá la presidencia interinamente por no más de 30 días hasta que nuevas elecciones sean invocadas para elegir al nuevo presidente que terminará el período original.